# Martin Kove

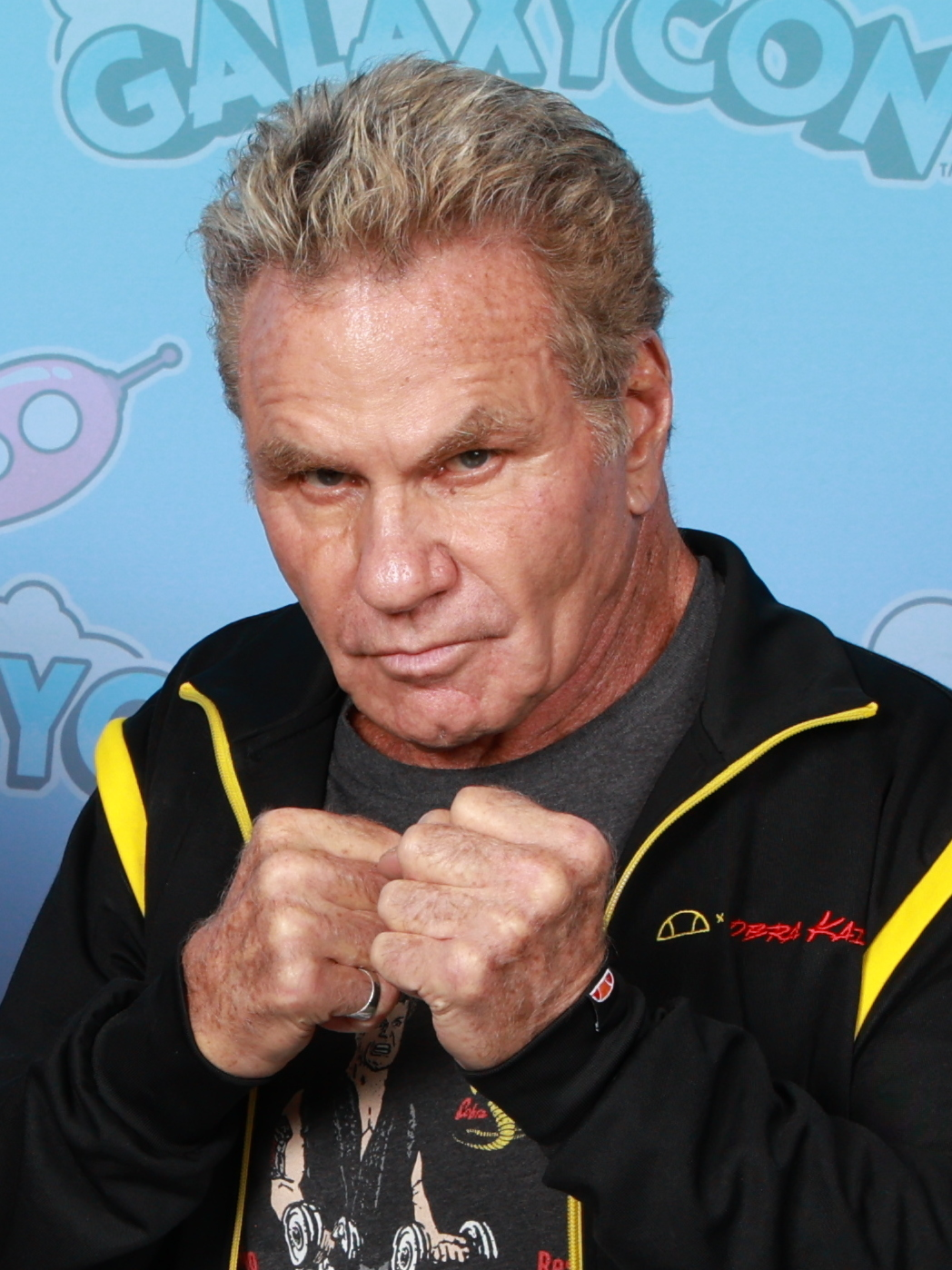
Martin Kove (2024)

Martin Kove (* 6. März 1946 in New York City) ist ein US-amerikanischer Schauspieler.

## Leben
Kove wurde in Brooklyn geboren und begann seine Schauspielkarriere 1971 mit einer im Abspann nicht genannten kleinen Rolle in Alan Arkins Filmkomödie Kleine Mörder. Bis Mitte der 1970er Jahre spielte er nur kleine Rollen, bevor er im B-Movie Frankensteins Todesrennen eine größere Nebenrolle an der Seite von Sylvester Stallone und David Carradine erhielt. In der Folge hatte er Gastrollen in verschiedenen Fernsehserien, hier hauptsächlich in Kriminalserien. In der Serie Cagney & Lacey spielte er von der ersten Staffel 1982 bis zu deren Einstellung 1988 in 104 Episoden Detective Victor Isbecki.

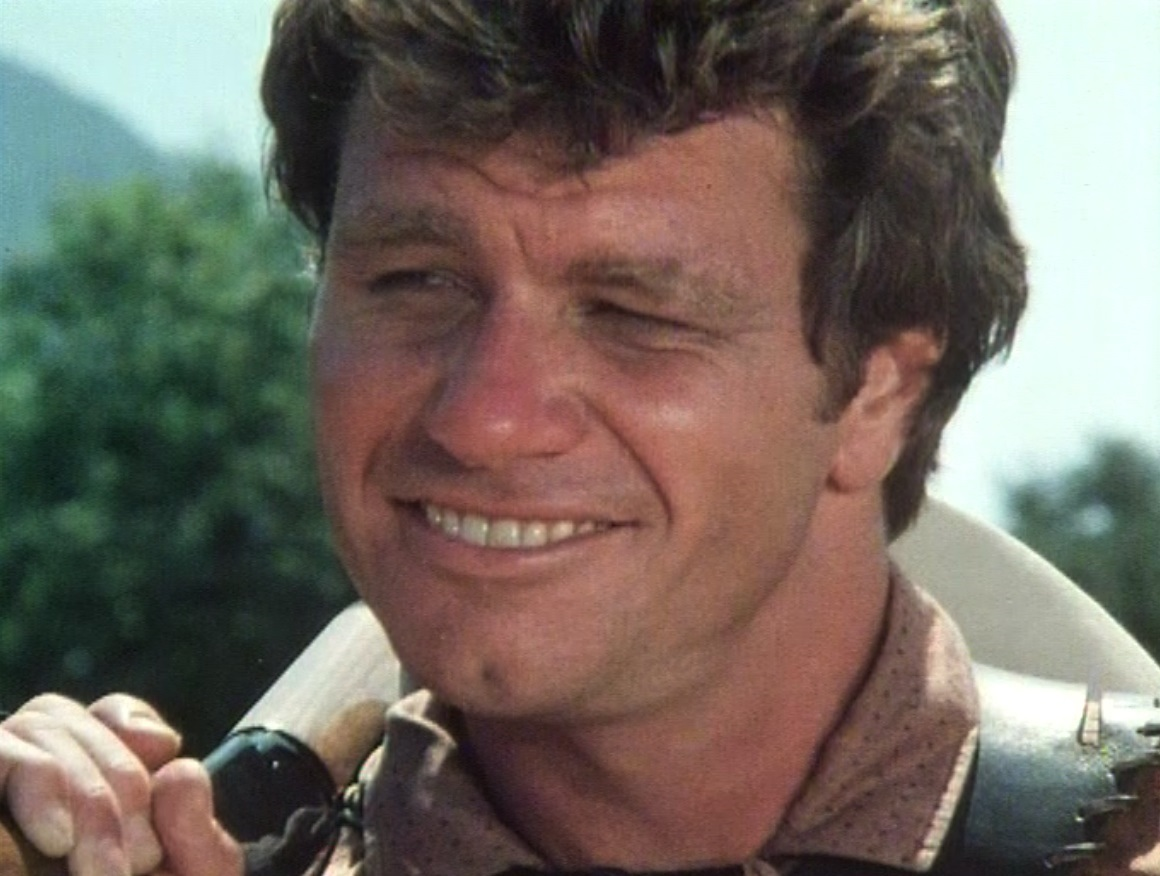
Kove in The Optimist (1983)

1984 spielte er den Karatelehrer John Kreese im Blockbuster Karate Kid. Er wiederholte diese Rolle des Filmbösewichts, durch die er beim deutschsprachigen Publikum bekannt wurde, in zwei Fortsetzungen 1986 und 1989. Diese Rolle übernahm er erneut in der seit 2018 ausgestrahlten Serie Cobra Kai. Einen weiteren Auftritt in einem Blockbuster hatte er 1985 in Rambo II – Der Auftrag. Auch in den 1990er Jahren hatte Kove Gastrollen in verschiedenen erfolgreichen Serienformaten. Seine Spielfilmrollen waren jedoch vermehrt im B-Movie und zuletzt im Direct-to-Video-Bereich angesiedelt.
2025 soll er während einer Fanconvention die Schauspielerin Alicia Hannah-Kim in den Arm gebissen haben. Er gab an, es sollte ein Scherz gewesen sein, der schief gegangen war. Hannah-Kim rief einen Polizisten herbei, der ihn ermahnte. Der Vorfall sorgte international für Aufmerksamkeit. Kove entschuldigte sich später für sein unangemessenes Verhalten.

## Privatleben
Kove ist geschieden und hat zwei Söhne. Er hält den schwarzen Gürtel in Karate und praktiziert Gosoku-ryu nach Shihan Tak Kubota, Kendō, Taekwondo sowie weitere Kampfsportarten.

## Filmografie (Auswahl)
- 1971: Kleine Mörder (Little Murders)
- 1972: Das letzte Haus links (The Last House on the Left)
- 1973: Treffpunkt Central Park (Cops and Robbers)
- 1974: Rauchende Colts (Gunsmoke, Fernsehserie, eine Folge)
- 1974: Ein Sheriff in New York (McCloud, Fernsehserie, eine Folge)
- 1975: Frankensteins Todesrennen (Death Race 2000)
- 1975: Capone
- 1976: Die Straßen von San Francisco (The Streets of San Francisco, Fernsehserie, eine Folge)
- 1976: Kojak – Einsatz in Manhattan (Kojak, Fernsehserie, eine Folge)
- 1977: Drei Engel für Charlie (Charlie’s Angels, Fernsehserie, eine Folge)
- 1977: Detektiv Rockford – Anruf genügt (The Rockford Files, Fernsehserie, eine Folge)
- 1977: Der weiße Büffel (The White Buffalo)
- 1978: Der unglaubliche Hulk (The Incredible Hulk) (Fernsehserie)
- 1978, 1979: Barnaby Jones (Fernsehserie, zwei Folgen)
- 1979: CHiPs (Fernsehserie, eine Folge)
- 1979: Quincy (Quincy, M. E., Fernsehserie, eine Folge)
- 1979: Starsky & Hutch (Fernsehserie, eine Folge)
- 1982–1988: Cagney & Lacey (Fernsehserie, 104 Folgen)
- 1983: The Optimist (Fernsehserie, eine Folge)
- 1984: Karate Kid (The Karate Kid)
- 1985: Rambo II – Der Auftrag (Rambo: First Blood Part II)
- 1985: Mord ist ihr Hobby (Murder, She Wrote, Fernsehserie, eine Folge)
- 1986: Karate Kid II – Entscheidung in Okinawa (The Karate Kid, Part II)
- 1987: Stahl-Justiz (Steele Justice)
- 1989: Karate Kid III – Die letzte Entscheidung (The Karate Kid, Part III)
- 1992: Shadowchaser
- 1993: Karate Tiger 7 (To Be the Best)
- 1993; 1994: Kung Fu – Im Zeichen des Drachen (Kung Fu – The Legend Continues, Fernsehserie, zwei Folgen)
- 1993: Geschichten aus der Gruft (Tales from the Crypt, Fernsehserie, Folge 5x12)
- 1993: Renegade – Gnadenlose Jagd (Renegade, Fernsehserie, zwei Folgen)
- 1994: Wyatt Earp – Das Leben einer Legende (Wyatt Earp)
- 1995: Hercules (Hercules: The Legendary Journeys, Fernsehserie, eine Folge)
- 1995: Walker, Texas Ranger (Fernsehserie, eine Folge)
- 1996: Timelock
- 1997: Shadow Warriors – Rache um jeden Preis (Shadow Warriors: Assault On Devil’s Island)
- 1998–1999: Diagnose: Mord (Diagnosis Murder, Fernsehserie, drei Folgen)
- 1999: V.I.P. – Die Bodyguards (V.I.P., Fernsehserie, eine Folge)
- 2004: Paradise
- 2004: Creature: It’s a Killing Machine … From Outer Space! (Alien Lockdown, Fernsehfilm)
- 2006: Seven Mummies
- 2009: Middle Men
- 2009: Ballistica
- 2011: The Great Fight
- 2011: The Life Zone
- 2015: Criminal Minds (Fernsehserie, Folge 10x15)
- 2015: Ein Hund rettet den Sommer (The Dog Who Saved The Summer, Fernsehfilm)
- 2018–2025: Cobra Kai (Fernsehserie, 47 Folgen)
- 2019: Once Upon a Time in Hollywood
- 2021: 3 Tickets to Paradise
- 2023: Far Haven
- 2024: Fight Another Day
- 2024: Queen of the Ring
- 2024: Dark Night of the Soul
- 2025: Killing Mary Sue